# Matthias Numsen Blytt
Matthias Numsen Blytt (Overhalla, 26 aprile 1789 – Christiania, 26 giugno 1862) è stato un botanico norvegese.
Fu il padre del botanico Axel Gudbrand Blytt.
Dapprima dedicatosi agli studi di legge, in seguito si specializza in botanica e diventa un professore presso l'Università di Christiana. Compie importanti spedizioni botaniche attraverso il centro ed il sud Europa.
La sua opera più importante, Norges Flora (Flora della Norvegia), parte della quale era stata pubblicata nel 1861, resta incompleta alla sua morte. Verrà successivamente ripresa dal figlio, che pubblicherà nel 1870 come Saggio sulla migrazione della flora norvegesi durante alternati periodi di pioggia e d'asciutto.
Il Museo botanico della città di Christiania è stato fondato nel 1863, grazie al suo notevole erbario. Blytt padre ha trovato sepoltura nel cimitero del Nostro Salvatore, ad Oslo.